# Anacampseros baeseckei
Anacampseros baeseckei är en tvåhjärtbladig växtart som beskrevs av Moritz Kurt Dinter och V. Poelln. Anacampseros baeseckei ingår i släktet Anacampseros och familjen Anacampserotaceae. Inga underarter finns listade i Catalogue of Life.